# (4343) Tetsuya
(4343) Tetsuya (1988 AC) – planetoida z pasa głównego asteroid okrążająca Słońce w ciągu 4,66 lat w średniej odległości 2,79 j.a. Odkryta 10 stycznia 1988 roku.